# 栗山朋子
栗山 朋子（くりやま ともこ、1975年11月4日 - ）はオリズボイスステーション所属のフリーアナウンサー、元三重テレビ放送のアナウンサー。

## 経歴
- 大阪府立寝屋川高等学校、同志社大学文学部新聞学専攻卒業後、1999年に三重テレビへ入社。
- 2008年10月25日放送のシネマクルーズ内で結婚報告をした。
- 産休明けの2012年より主に第2チャンネルの番組を担当し、（他のアナウンサーと異なり）ニュースは担当しない。
- 2016年に三重テレビを退社した。2018年2月よりオリズボイスステーションに所属しフリーアナウンサーとして活動を開始。

## 現在の担当番組
- 津市防災チャンネル（火曜日11時55分～12時00分　三重エフエム放送、2017年2月～）

## 過去の担当番組
- シネマクルーズ（土曜日午後11時30分～11時45分。～2009年9月29日）
- とってもワクドキ!（金曜日）
- 三重テレビ ワイドニュース（キャスター）
- 旬感みえ
- 三重県議会議員に聞く
- きらめく群像～三重大学の財～（2012年4月25日～ 第2チャンネル）
- 三重テレビ ワイドニュース（不定期で特集リポート）